# Leptopholcus tipula
Leptopholcus tipula là một loài nhện trong họ Pholcidae. Loài này có ở Bioko và năm West- en Midden-Afrika